# María de Avaugour, duquesa de Montbazon

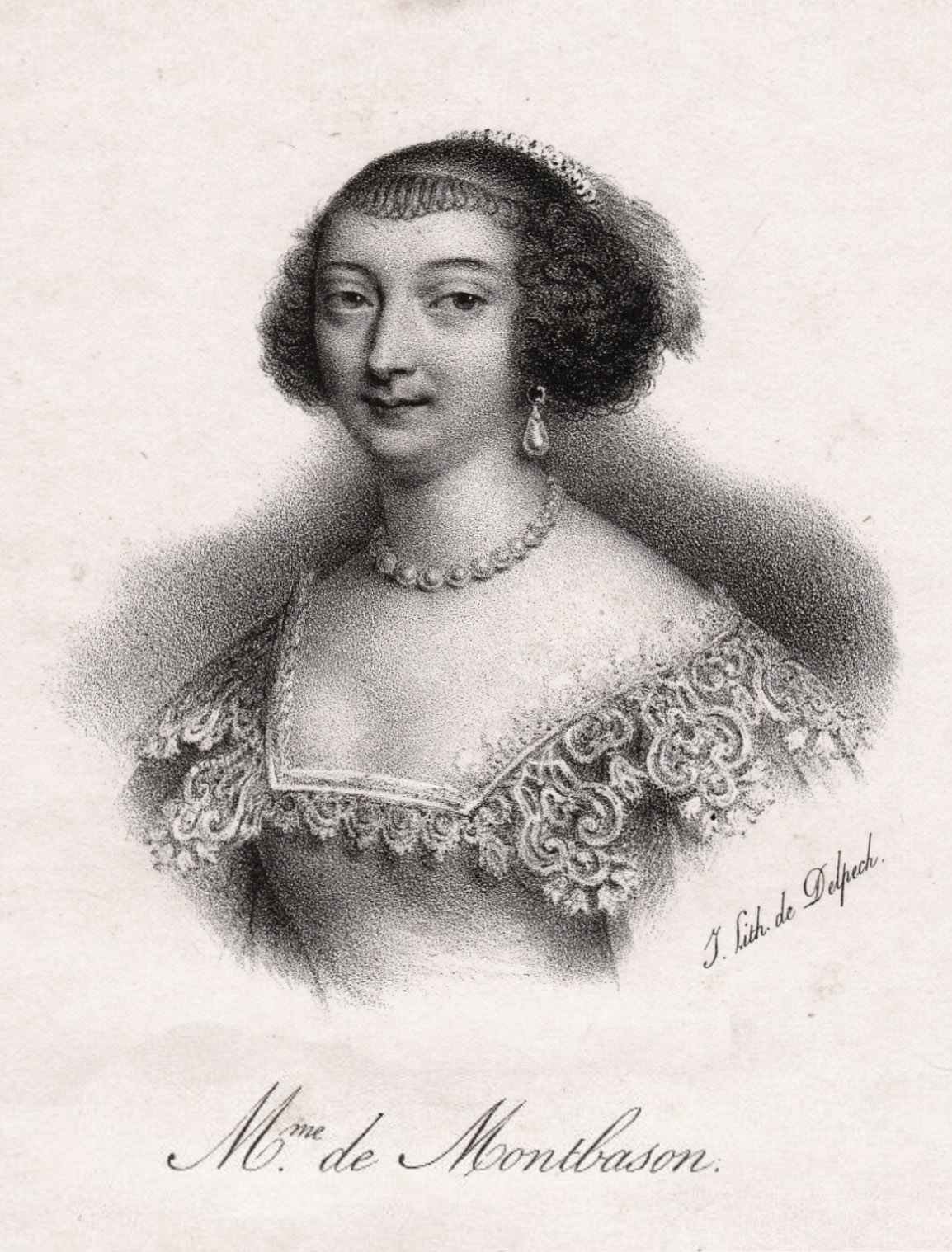
María de Avaugour, duquesa de Montbazon

María de Avaugour o María de Bretaña (1610 - 28 de abril de 1657), hija de Claudio de Avaugour, conde de Vertus, y de Catalina Fouquet, casada el 5 de marzo de 1628 con Hércules de Rohan, príncipe de Guéméné, duque de Montbazon, 42 años mayor que ella y con quien tuvo dos hijos:
- Francisco de Rohan, príncipe de Soubise.

- Ana de Rohan.

Hércules de Rohan, gobernador de París, era viudo cuando se casó con la hija del conde de Vertus. Tenía varios hijos de otro matrimonio, entre otros la duquesa de Chevreuse, de modo que madame la duquesa de Montbazon era la madrastra de la duquesa de Chevreuse, aunque diez años más joven que su hijastra.
Habiendo intrigado contra el rey las dos fueron exiliadas durante la Fronda.
La duquesa de Montbazon fue conocida por su avaricia pero también por su belleza deslumbrante.
Sus contemporáneos comparaban su belleza a la de las estatuas antiguas. Fue el objeto de los comentarios de todos los memorialistas de su época:
- «Deshacia a todas las demás en el baile», dijo Tallemant des Réaux.

- El cardenal de Retz la juzgó muy severamente: «Madame de Montbazon era de una belleza muy grande. La modestia faltaba a su aire. Su arrogancia y su jerga hubieron suplido, en un tiempo tranquilo, a su falta de ingenio. Tuvo poca fe en la galantería, y ninguna en los negocios. Amaba sólo su placer y, por encima de su placer, su interés. Jamás vi a nadie que haya conservado en el vicio tan poco respeto por la virtud».

- «La vida de la duquesa de Montbazon fue oscura, y sus costumbres y su cabeza chalada habían hecho hablar mucho de ella», Saint-Simon, pp. 260, 109.

La duquesa de Montbazon es evocada en una canción popular, Había diez niñas en un prado.